# Irina Wiktorowna Rodina
Irina Wiktorowna Rodina (russisch Ирина Викторовна Родина; * 23. Juli 1973 in Tula) ist eine russische Judoka. Sie nahm auch an Mixed-Martial-Arts-Kämpfen teil.

## Erfolge
Sie nahm an den Olympischen Sommerspielen 2000 in Sydney im Judo in der Kategorie Schwergewicht teil, gelangte jedoch nicht in die Medaillenränge. Von den bisher ausgetragenen Mixed-Martial-Arts-Kämpfen gewann sie drei bei einer Niederlage. Bei den offenen Judo-Europameisterschaften 2006 wurde sie Siebte und 2004 Fünfte. Sie gewann insgesamt
- 1 Goldmedaille: Europameisterschaften 1999
- 2 Silbermedaillen: bei den Europameisterschaften 2000 und 2003
- 5 Bronzemedaillen: bei den Europameisterschaften 1993, 1994, 1998 und 2001